# Слободан Смиљанић
Слободан Лале Смиљанић (Крупањ, 11. новембар 1945) српски је адвокат, магистар правних наука и књижевник.

## Биографија
Рођен је у Крупњу 1945. године од оца Нинка и мајке Јулијане. Основну школу завршио је у Крупњу, а гимназију у Бијељини. Дипломирао је и магистрирао на Правном факултету Универзитета у Београду. Магистарски рад „Кривично дело угрожавање јавног саобраћаја услед омамљености“ објавио у три наставка у часопису „Адвокатура“ 1983. године. По завршетку приправничког стажа у Окружном јавном тужилаштву у Шапцу, после положеног правосудног испита, радио је као Општински јавни правобранилац у Владимирцима, затим као судија Општинског суда у Богатићу и као судија Општинског суда у Шапцу.
Године 2002. објавио је књигу „Кривично дело несавесног рада у привредном пословању“, у издању „Пословног бироа“ у Београду, као научни рад који представља помоћ за младе судије и адвокате. Већи број стручних и научних радова објавио је у часописима „Правни живот“, „Адвокатура“, „Правна Мисао“, и „Наша законитост“.
За остварене резултате у области правосуђа, одликован је Орденом рада са сребрним венцем. Живи у Шапцу, и од 1992. године бави се адвокатуром.
У новије време више се бави књижевношћу. Као резултат тог рада настала је његова књига „На Христовом распећу“ (2017)  231997708, чију тематику чине догађаји у правосуђу у другој половини 20-тог века. Ова књига издата је и као звучни диск 2018. године  1538688455. Осим тога објавио је књиге: 
- „Небески кораци изнад Крупња; Златиборски бик пред чајетинским судом” (2017)  254333708,
- „Рађање нове наде” (2018)  271266060,
- „Тајна виле на Дедињу” (2019)  279245580,
- „Дрина плаче и памти” (2020)  13166345
- „Велики прота” (2021)  36860169,
- „Костурница” (2021)  38817545,
- „Изгубљене душе” (2021)  45089289,
- „Мачванка” (2022)  73685001,
- „Међу шљивама” (2023)  113451785,
- „Једне кишне ноћи” (2024)  143020041,
- „Јапанска ружа са Голог отока” (2025)  167939593.

Роман „Велики прота” бави се животом и делом проте Николе Смиљанића, његовог претка. Штампање те књиге помогла је скупштина општине града Шапца као облик награде за ово дело. Књигу „Дрина плаче и памти” представио је у Сребреници 8. јула 2022.
У позним годинама је изгубио вид.